# Boshlan
Boshlan (albanisch auch Boshlani, serbisch Бошљане Bošljane) ist ein Dorf in der Gemeinde Vushtrria im Kosovo.

## Geografie
Boshlan liegt nördlich des Amselfeldes etwa 13 Kilometer von Vushtrria entfernt in den Bergen, welche die letzten Ausläufer des Kopaonik-Gebirges sind.

## Geschichte
Am 2. Mai 1999 griffen jugoslawische bzw. serbische Streitkräfte mehrere Dörfer nördlich von Vushtrria an, darunter auch Boshlan. Die Einwohner wurden gezwungen, ihre Häuser zu verlassen und mussten sich in einem Konvoi – bestehend aus 30.000 bis 40.000 Menschen – durch das Studime-Tal in Richtung Vushtrria begeben. Viele Häuser wurden daraufhin niedergebrannt. Bei diesem Ereignis sind 104 Albaner getötet worden.

## Bevölkerung
| Jahr | Einwohner |
| ---- | --------- |
| 1948 | 190       |
| 1953 | 215       |
| 1961 | 190       |
| 1971 | 187       |
| 1981 | 116       |
| 1991 | 108       |
| 2011 | 5         |

Bei der 2011 durchgeführten Volkszählung wurde für Boshlan eine Einwohnerzahl von fünf Personen erfasst, davon bezeichneten sich alle als Albaner.

### Religion
Ebenfalls gaben alle an, Muslime zu sein.